# Gillellus chathamensis
Gillellus chathamensis е вид лъчеперка от семейство Dactyloscopidae. Видът е световно застрашен, със статут Уязвим.

## Разпространение
Разпространен е в Коста Рика.